# 적성훈장

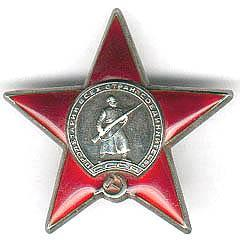

적성훈장(러시아어: Орден Краснoй Звезды)은 소련의 군사훈장 중 하나이다. 1930년 4월 6일 소련 최고 소비에트 상임간부회에서 제정되었으나 그 수여 조건은 1930년 5월 5일에야 규정되었다. 이후로도 1936년 5월 7일, 1943년 6월 19일, 1946년 2월 26일, 1947년 10월 15일, 1947년 12월 16일, 1980년 3월 28일에 7차례 수여조건이 개정되었다.
적성훈장의 수여 대상은 소련군 육군, 해군, 국경수비대, 내무군, KGB, 내무부의 병사, 부사관, 장교, 군부대, 군함, 단체, 국영기업 및 외국 군인들이었다. 수여 조건은 다음과 같았다.
- 전투에서 개인적 용기와 용맹을 발휘한 자, 탁월한 조직력과 지도력으로 우리 군의 성공에 기여한 자.
- 부대 및 편제를 성공적으로 운용하여 적에게 상당한 피해 또는 사상자를 발생시킨 자.
- 공공안전 유지와 소련 국경의 보안에 특출나게 복무한 자.
- 군사 의무 수행 중 또는 생명을 걸어야 하는 상황에서 용기와 용맹을 발휘한 자.
- 평화시에 이루어진 특수지휘임무 및 기타 중요 과업의 모범이 되는 자.
- 부대의 준비태세를 유지하는 데 크게 기여, 전투훈련 및 사상무장에서 탁월한 활동, 새로운 전투 장비 개발 등 소련의 방어력 증진과 관련된 일에 헌신한 자.
- 소련군 훈련에 사용되는 군사용 과학기술의 개발에 공훈을 세운 자.
- 사회주의 공동체의 방어 능력 증진에 공훈을 세운 자.[6]

1944년에서 1958년 사이에는 복무 15년차가 된 사람에게 근속상으로 주어지기도 했다.